# Nhân Darkschewitsch
Nhân Darkschewitsch là nhân vận nhãn phụ nằm ở phần trước-ngoài chất xám quanh rãnh Sylvius của trung não(tr114)(tr458.e1) gần chỗ nối với gian não. Nhân này có liên quan đến việc điều hòa chuyển động theo chiều dọc của mắt (liếc dọc). Nhân cho sợi chiếu tới nhân ròng rọc, nhận các tín hiệu hướng tâm từ vỏ não thị giác và tạo thành kết nối qua lại (vòng lặp) với tiểu não thông qua nhân trám dưới.

## Giải phẫu

### Đường dẫn truyền
Nhân Darkschewitsch nhận các luồng tín hiệu hướng tâm từ các vùng thị giác (thông qua dải vỏ-mái),(tr241) nhân tiền đình (qua bó dọc giữa),(tr402) và từ đường tủy - trung não.(tr433.e1) 
Nhân Darkschewitsch tạo các sợi theo dải trần trung não trong (medial tegmental tract) để tạo các sợi chiếu hướng tâm ra mỏ (rostral) của nhân trám dưới(tr458.e1)→ ((bắt chéo) cuống tiểu não dưới → (ở bên đối diện) nhân xen sau (tên cũ: nhân cầu) của tiểu não → cuống tiểu não trên (bắt chéo) → (mỏ của) nhân trám dưới → (ở cùng bên so với ban đầu) nhân Darkschewitsch(tr484)).
Nhân Darkschewitsch cho các sợi chiếu (trực tiếp hoặc gián tiếp) đến nhân ròng rọc.(tr457)

### Liên quan
Nhân Darkschewitsch nằm gần nhân vận nhãn,(tr321) nằm ngay phía sau-trong nhân tế bào kẽ Cajal, bó dọc giữa và nhân đỏ.(tr458.e1)